# Rhinolophus alcyone
Rhinolophus alcyone (Temminck, 1853) è un Pipistrello della famiglia dei Rinolofidi diffuso nell'Africa occidentale e centrale.

## Descrizione

### Dimensioni
Pipistrello di medie dimensioni, con la lunghezza totale tra 75 e 100 mm, la lunghezza dell'avambraccio tra 48 e 56 mm, la lunghezza della coda tra 18 e 32 mm, la lunghezza del piede tra 11 e 13 mm, la lunghezza delle orecchie tra 19 e 25 mm e un peso fino a 23 g.

### Aspetto
La pelliccia è di media lunghezza, densa, soffice e lanuginosa. Le parti dorsali variano dal marrone al marrone scuro, con la base dei peli giallastra, mentre le parti ventrali sono leggermente più chiare. Una fase arancione è spesso presente. I maschi adulti hanno ciuffi di lunghi peli rosso-arancioni o brunastri sotto le ascelle. Le orecchie sono relativamente corte, con circa 8-9 pieghe interne. La foglia nasale presenta una lancetta triangolare, con i margini dritti e la punta smussata, il processo connettivo ben sviluppato, triangolare, con la punta talvolta smussata e una sella stretta ricoperta di corti peli biancastri, con i bordi paralleli e la punta arrotondata e rivolta in avanti. La porzione anteriore copre quasi il muso, ha fogliette laterali e un incavo mediano. Il labbro inferiore ha un solco longitudinale profondo e due laterali poco distinti. Le membrane alari variano dal marrone al bruno-nerastro, la prima falange del quarto dito è relativamente corta. La coda è lunga ed inclusa completamente nell'ampio uropatagio, il quale è chiaro. Il primo premolare superiore è situato lungo la linea alveolare o talvolta.

### Ecolocazione
Emette ultrasuoni ad alto ciclo di lavoro e frequenza costante a 87 kHz.

## Biologia

### Comportamento
Si rifugia singolarmente o in piccoli gruppi all'interno di grotte, cavità degli alberi, tunnel minerari e nelle soffitte delle case.

### Alimentazione
Si nutre di insetti.

### Riproduzione
Femmine gravide sono state catturate a metà febbraio in Costa d'Avorio. Danno alla luce un piccolo alla volta.

## Distribuzione e habitat
Questa specie è diffusa in Senegal sud-orientale, Guinea, Liberia, Sierra Leone, Costa d'Avorio, Ghana, Togo, Nigeria meridionale, Rio Muni, Bioko, Camerun meridionale, Congo, Repubblica Democratica del Congo occidentale, centrale e nord-orientale, Sudan del Sud, Uganda centro-occidentale.
Vive nelle foreste pluviali di pianura e nelle foreste ripariali.

## Conservazione
La IUCN Red List, considerato il vasto areale e la popolazione presumibilmente numerosa, classifica R.alcyone come specie a rischio minimo (Least Concern)).